# Kallippischer Zyklus
Der kallippische Zyklus bezeichnet
- eine Periode,[1] die 76 Sonnenjahre[An 1] bzw. 940 Mondperioden bzw. 27'759 Tage lang ist und vom Astronomen Kallippos von Kyzikos angegeben wurde,
- ein 76-jähriges Kalendersystem, in dem Kallippos die von ihm angegebene 76-jährige Periode anwendete.

Kallippos folgerte aus eigenen Beobachtungen, dass die 19-jährige Meton-Periode etwa ¼ Tag zu lang ist und die um einen Tag gekürzte Summe von vier solcher Perioden (4·6940 - 1 = 27.759) den astronomischen Verhältnissen (Mond und Sonne befinden sich nach 27'759 ganzen Tagen vor denselben Sternen) genauer entsprechen. Ein Viertel der Kallippos-Periode mit 639 ganzen und ¾ Tagen wird als verbesserte Meton-Periode bezeichnet.

## Allgemeines

### Gebundener Mondkalender: Bindung an das Sonnenjahr
Zur Zeit des Kallippos waren gebundene Mondkalender (Lunisolarkalender) in Gebrauch. Der Mondmonat wurde dem mittleren astronomischen Mondmonat (synodischer Monat), dessen Länge man relativ genau kannte, angenähert. Die Bindung an das Sonnenjahr erfolgte mit Hilfe eines gelegentlich eingefügten Schaltmonats, was auf Grund der schon den Babyloniern bekannten und für richtig gehaltenen Gleichung
- 235 Monate = 19 Jahre beziehungsweise 940 Monate = 76 Jahre

geregelt werden konnte.
Diese bereits zweifach bemessene Periode ist noch in Tagen – der kleinsten Kalendereinheit – anzugeben. Das Verdienst des Kallippos (möglicherweise einer ganzen Schule um ihn) war, für 19 Jahre einen viertel Tag weniger als bisher üblich anzunehmen, so dass das durchschnittliche Kalenderjahr besser mit dem Sonnenjahr übereinstimmte:
- Sonnenjahr: 365,2422 Tage/Jahr
- Kalenderjahr des Meton: 6940 Tage ÷ 19 Jahre = 365,2632 Tage/Jahr; Differenz = 0,021 Tage/Jahr (etwa 1Tag/48Jahre)
- Kalenderjahr des Kallippos: 27.759 Tage ÷ 76 Jahre = 365,25 Tage/Jahr; Differenz = 0,0078 Tage/Jahr (etwa 1Tag/128Jahre)

Das Kalenderjahr des Kallippos (ab 4. Jahrhundert v. Chr.) war gleich lang wie das spätere julianische Kalenderjahr (ab 1. Jahrhundert v. Chr.). Durch die gregorianische Reform des julianischen Kalenders ist die verbliebene Differenz praktisch eliminiert, indem ein (Schalt-)Tag in durchschnittlich 133 Jahren ausfällt (Sonnengleichung).

### Der Kalendermonat
In einem Lunisolarkalender ist der Kalendermonat die primäre und dem synodischen Monat angeglichene Einheit. Das einzelne Kalenderjahr ist eine Zusammenfassung aus zwölf oder 13 Kalendermonaten, hat also mindestens zwei verschiedene Längen. Bei der Zusammenfassung und der Wahl von leeren (je 29 Tage lang) und vollen (je 30 Tage lang) Kalendermonaten ist darauf zu achten, dass die kallippische Gleichung
- 940 Kalendermonate = 27.759 Tage

erfüllt wird. Eine mögliche Lösung war, sich im Wechsel sechs hohle und sechs volle Monate folgen zu lassen. Das sind zunächst 76 Normaljahre mit zusammen 912 Monaten. In 28 Jahren davon wurde je ein Schaltmonat angehängt, der 13 mal 30 Tage und 15 mal 31 Tage lang war.
Kallippos erreichte durch seine Maßnahme auch, dass der durchschnittliche Kalendermonat besser als bei Meton mit dem astronomischen Mondmonat übereinstimmt:
- astronomischer Mondmonat: 29,53059 Tage,
- Kalendermonat des Meton: 6940 Tage ÷ 235 Monate = 29,53192 Tage/Monat; Differenz = 0,001325 Tage/Monat (etwa 1Tag/755Monate, etwa 1Tag/61Jahre)
- Kalendermonat des Kallippos: 27.759 Tage ÷ 940 Monate = 29,53085 Tage/Monat; Differenz = 0,00026 Tage/Monat (etwa 1 Tag/3830 Monate, etwa 1 Tag/310 Jahre).

Durch die gregorianische Reform des julianischen Kalenders ist bei dessen lunarer Anwendung für die Osterrechnung die verbliebene Differenz praktisch eliminiert, indem in durchschnittlich 312,5 Jahren einmal ein Mondmonat im Kalender um einen Tag gekürzt wird (Mondgleichung).

### Die kallippische Periode in der Osterrechnung
Bei der Osterrechnung wird die 76-jährige Kallippos-Periode vordergründig nicht angewendet, weil die Zufügung eines Schalttages alle vier Jahre aus der Rechnung ausgelagert ist. Sichtbar wird die auf 6935 Tage verkürzte 19-jährige Meton-Periode, die sich aus 19 Kalenderjahren zu je 365 Tagen und 115 hohlen und 120 vollen Mondmonaten zusammensetzt. Der alle vier Jahre zugefügte Schalttag macht das betroffene Jahr und den betroffenen Mondmonat um einen Tag länger. In 19 Jahren werden im Durchschnitt 4,75 Tage zugeschaltet (in drei Perioden je fünf, in der vierten Periode vier Tage), die Bilanz für die durch Kallippos „verbesserte Meton-Periode“ führt im Mittel auf die Länge von 6939,75 Tage. Es folgen drei Perioden mit tatsächlich je 6940 und eine Periode mit tatsächlich 6939 Tagen Länge. Aber jede 76-Jahre-Periode besteht aus gleich vielen, nämlich 27.759 Tagen.
Die Länge des Osterzyklus mit 532 Jahren ist das kleinste gemeinsame Vielfache (im vorliegenden Fall das Produkt) aus Schaltjahr-Periode (vier Jahre), Wochentags-Periode (sieben Jahre) und 19-Jahre-Periode (19 Jahre). Schaltjahr- und Wochentagsperiode werden normalerweise zuerst zum sogenannten Sonnenzirkel (28 Jahre) zusammengefasst. Danach wird dieser mit der 19-Jahre-Periode multipliziert. Man kann ebenso formal Schaltjahr- und 19-Jahre-Periode in einem ersten Schritt zur 76-jährigen kallippischen Periode zusammenfassen und diese mit der Wochentags-Periode weiter verrechnen. Auf diese Weise bliebe die kallippische Periode im Vordergrund, deren Länge im Gegensatz zur Meton-Periode aus einer ganzen Zahl von Tagen besteht.

## Geschichte

### Schriftliche Quellen
Von Kallippos selbst angefertigte schriftlichen Aufzeichnungen sind nicht erhalten.
Dass Kallippos mit Hilfe seines 76-jährigen Zyklus das Kalenderjahr besser an das Sonnenjahr anpasste, wird in der von Geminos von Rhodos angefertigten ältesten Darstellung der antiken griechischen Astronomie erwähnt. Geminus berichtete, dass die Berechnungen des Euktemon (ein Zeitgenosse Metons) nicht mit der zu seiner (Geminous') Zeit angenommenen Länge von 365,25 Tagen für das Sonnenjahr in Übereinstimmung standen, und erwähnte abschließend, dass der „fehlerhafte Überschuss ... von Astronomen aus der Schule des Kallippos durch einen verbesserten ... Zyklus berichtigt wurde.“
In Athen – dem Heimatort Metons – war bereits ein gebundener Mondkalender (attischer Kalender) in Gebrauch, der sich aber in
ständiger Verwirrung befunden habe, weshalb angenommen wird, dass zur reproduzierbaren Datierung astronomischer Beobachtungen bereits Meton einen eigenen Kalender entwickelte, den Kallippos verbesserte und weiter verwendete. Ein moderner Historiker kritisiert aber diesen bereits alten Ansatz mit der Feststellung, dass zu dieser Zeit auch in der griechischen Astronomie der ägyptische 365-Tage-Sonnenkalender verwendet wurde. Auf den bürgerlichen Gebrauch hatte ein Kalender von Meton oder Kallippus keinen Einfluss, denn das Einfügen eines Schaltmonats wurde weiterhin willkürlich vorgenommen.
Bedeutende spätere Kalender mit der kallippischen Länge des mittleren Kalenderjahres zu 365,25 Tagen sind der jüdische und der julianische Kalender. Der Zyklus war ebenso im Kalender des alten China bekannt (chinesisch 默冬章 Zhang-Zyklus, ca. 2. Jh. v. Chr.).
Ob ein solcher von Kallippos selbst im Detail ausgearbeitet existierte und angewendet wurde, konnte bisher nicht sicher nachgewiesen werden. Die folgenden Darstellungen sind rückwärts gerichtete Betrachtungen, die auf sicheren Kenntnissen in späterer Zeit beruhen.

### Beginn der ersten kallippischen Kalenderperiode
Im attischen Kalender begann die erste kallippische Periode im Jahr 330 v. Chr. am Abend des 28. Junijul./23. Junigreg., dem Tag der Sonnenwende. Das Neulicht des ersten Monatstages Hekatombaion fiel im attischen Kalender in die Abenddämmerung des 29. Junijul./24. Junigreg..

### Schaltjahre
In 28 der 76 Kalenderjahre (siehe oben) wird ein Schaltmonat angehängt, um eine grobe Bindung an das Sonnenjahr herzustellen. Das folgende Schema zeigt ein mögliches Vorgehen.
| Kallippischer Zyklus: Festgelegte Schaltjahre im kallippischen Kalendersystem (76 Jahre) |            |            |            |            |            |            |            |
| Zyklus-Intervall                                                                         | Zyklusjahr | Zyklusjahr | Zyklusjahr | Zyklusjahr | Zyklusjahr | Zyklusjahr | Zyklusjahr |
| 1 (1. bis 19. Jahr)                                                                      | 1          | 3          | 6          | 9          | 11         | 14         | 17         |
| 2 (20. bis 38. Jahr)                                                                     | 20         | 22         | 25         | 28         | 30         | 33         | 36         |
| 3 (39. bis 57. Jahr)                                                                     | 39         | 41         | 44         | 47         | 49         | 52         | 55         |
| 4 (58. bis 76. Jahr)                                                                     | 58         | 60         | 63         | 66         | 68         | 71         | 74         |

### Astronomische Ereignisse
Die in Athen beobachteten astronomischen Ereignisse lagen in Alexandria in Abschriften vor. Die aus Griechenland stammenden Schreiber vermerkten in Alexandria das entsprechende Korrespondenzdatum des altägyptischen Kalenders.
| Kallippischer Zyklus: Astronomische Ereignisse in Korrespondenz mit dem altägyptischen Kalender |                 |             |                             |                      |                       |                            |
| Zyklus                                                                                          | Zyklusjahr      | Jahr        | Attisches Datum             | Altägyptisches Datum | Julianischer Kalender | 1. Achet I (jul. Kalender) |
| 1                                                                                               | 36 (Schaltjahr) | 295 v. Chr. | 25. Poseideon (6. Monat)    | 16. Achet II         | 20. Dezember          | 5. November (295 v. Chr.)  |
| 1                                                                                               | 36 (Schaltjahr) | 294 v. Chr. | 15. Elaphebolion (9. Monat) | 5. Peret I           | 9. März               | 5. November (295 v. Chr.)  |
| 1                                                                                               | 47 (Schaltjahr) | 283 v. Chr. | 8. Anthesterion (8. Monat)  | 29. Achet III        | 29. Januar            | 2. November (284 v. Chr.)  |
| 1                                                                                               | 48 (Normaljahr) | 283 v. Chr. | 6. Pyanopsion (4. Monat)    | 7. Achet I           | 8. November           | 2. November (283 v. Chr.)  |

## Anmerkung
1. ↑  Zur Zeit Kallippos' war die Präzession der Erde noch unbekannt. Das Sonnenjahr wurde als eine siderische Periode betrachtet